# 呆呆計劃
《槑計劃》（英語：Foolish Plan）是一部2016年於中國大陆上映，2017年於香港上映的動作电影。本片在香港上映時改名為《槑計劃》，电影由森島执导，陳小春、鄧家佳领衔主演，汪東城、吳啟華主演。

## 劇情
黑道商人白楚雄（吳啟華飾）擁有龍鏡，他試圖爭奪鳳鏡令其合壁，但是鳳鏡卻在仔仔手上，仔仔的老師之妹妹安靜（盧晉傑飾）及丈夫（陳小春飾）還有郝東東（汪東城飾）欠下巨債，一定要把鳳鏡交出來交換。白楚雄見狀，把一個也是欠下巨債的人裝成殺手，奪走了鳳鏡后被白楚雄滅口，最后，一場奪寳戰要進行了...

## 角色
| 演員   | 角色   | 粵語配音 | 備註 |
| 陳小春 | 梅大志 | 陳小春   | 鬱郁不得志的賭場洗碼仔，欠下巨債 安靜的丈夫 白楚雄之天敵 郝東東、仔仔之好友兼拍檔 阻止白楚雄搶奪鳳鏡 最后和郝東東及等人決戰白楚雄，並成功拿回並交給博物舘                                    |
| 鄧家佳 | 安靜   | 吳梅     | 欠下巨債 梅大志的妻子 安寧的妹妹 白楚雄之天敵 |
| 汪東城 | 郝東東 | 竺諺鴻   | 欠下巨債 梅大志、仔仔之好友兼拍檔 白楚雄之天敵 菓菓的丈夫 最后和梅大志及等人決戰白楚雄，並成功拿回並交給博物舘                                                                               |
| 吳啟華 | 白楚雄 | 何偉誠   | 黑道商人 擁有龍鏡，試圖爭奪鳳鏡令其合壁成為龍鳳鏡 梅大志、安靜、郝東東、仔仔之天敵 性格不擇手段、心狠手辣、陰險 最后和梅大志、安靜、郝東東、仔仔發生戰爭，自己逃去飛機逃亡，並在下飛機后被捕 |
| 李凡秀 | 車基範 | 袁德基   | 欠下巨債 被白楚雄裝成殺手，奪走了鳳鏡后被其滅口 |
| 何軍   | 鋼蛋   | 龍天生   | 韓國黑幫二把手 幫助黑幫老大白楚雄辦事 有時候也會“賣萌”，説話語氣帶着一種賣萌 性格心狠手辣 |

## 外部連結
- 香港影庫上《呆呆計劃》的資料（繁體中文）
- 豆瓣电影上《呆呆計劃》的資料 （简体中文）